# Reserva parque nacional Archipiélago de Mingan
La Reserva Parque Nacional Archipiélago Mingan (en francés, Réserve de parc national de l'Archipel-de-Mingan) es un parque nacional canadiense ubicado en la zona oriental de Quebec, Canadá. La ciudad más cercana es Sept-Îles, Quebec. Fue fundado en 1984 y tiene un área de 151 km². Cuenta con el archipiélago de Mingan, una cadena de alrededor de cuarenta islas.